# Meiacanthus urostigma
Meiacanthus urostigma är en fiskart som beskrevs av Smith-vaniz, Satapoomin och Allen 2001. Meiacanthus urostigma ingår i släktet Meiacanthus och familjen Blenniidae. Inga underarter finns listade i Catalogue of Life.